# Wang Chong
Wang Chong (chinesisch 王充, Pinyin Wáng Chōng, W.-G. Wang Ch'ung, * 27; † um 97) war ein chinesischer Philosoph während der Zeit der Han-Dynastie, der materialistische und rationalistische Lehren entwickelte. Sein einziges erhaltenes Werk ist das Lunheng (chinesisch 論衡, „Theorienabwägung“).

## Leben
Wang Chongs Vorfahren zogen nach einigen Streitereien (sein Urgroßvater soll ein Rüpel gewesen sein, der sich während einer Hungersnot sogar zu Gewalttaten hinreißen ließ – seine Vorfahren schienen generell für ihr hitziges Temperament bekannt gewesen zu sein) in die Provinz Zhejiang, wo er geboren wurde. Er verlor früh seinen Vater und galt als sehr frühreif und talentiert. Seinen ersten Unterricht erhielt er mit 6 Jahren, mit 8 kam er auf eine öffentlich Schule. Er lernte sehr eifrig und studierte später in Luoyang. Sein Hauptlehrer war der Historiker Ban Biao. Er las sehr viel, doch war er arm und konnte sich nur wenig Bücher leisten. Also spazierte er oft auf den Marktplatz und zu den Geschäften und las die Bücher, die zum Verkauf ausgestellt waren. So erwarb er sich ein großes Wissen und entwickelte eine Leidenschaft für Diskussionen, was ihm in seiner späteren Beamtenlaufbahn einige Schwierigkeiten einbringen sollte. Nach der Vollendung des Studiums kehrte er in seine Heimat zurück und führte als Lehrer ein recht einsames Leben. Langsam begann er sich auf der Karriereleiter nach oben zu arbeiten, hatte aber wegen besagter Diskutierlust und seinem Ungehorsam gegenüber Obrigkeiten einige Schwierigkeiten. Das höchste Amt, welches er bekleidete, war das eines Subpräfekten und zwar in Anhui im Jahre 86 n. Chr. – er beendete seine Karriere jedoch schon 2 Jahre später, vermutlich aus gesundheitlichen Gründen. Er versuchte auch mehrmals die Aufmerksamkeit des Kaisers zu erregen, was ihm aber weder mit Vorschlägen zur Bekämpfung einer Hungersnot, noch mit seinem Pamphlet gegen den Alkoholismus gelang. Erst sehr spät wurde der Kaiser, aufgrund einer Empfehlung von einem Freund Wang Chongs, auf ihn aufmerksam; er musste die ihm angebotene Stelle allerdings wegen seiner angeschlagenen Gesundheit ablehnen. In seinen letzten Jahren schrieb er auch ein Buch über Makrobiotik, welches allerdings nicht mehr erhalten ist. Er starb um das Jahr 97 n. Chr., das genaue Datum ist nicht bekannt.

## Philosophie
Wang Chong ist schwer zu einer bestimmten philosophischen Schule, oder Richtung zuzuordnen. Feng Youlan – einer der bedeutendsten Philosophen Chinas im 20. Jahrhundert – stellte ihn „in die Tradition der spät-hanzeitlichen 'Alttext-Schule', obwohl er – Skeptizist und Ikonoklast, der er war – gleichzeitig auch eine etwas isolierte Position einnimmt, von der aus er auch den Konfuzianismus nicht ungeschoren ließ. Er wurde denn auch [...] wiederholt als eine besonders fortschrittliche, 'materialistische' Figur gefeiert.“ Wimmer bezeichnet ihn als Traditionskritiker und Naturalist und meint, er kann „nicht eigentlich als Skeptiker bezeichnet werden, zumindest nicht in dem Sinn, wie die Bezeichnung in der griechischen Philosophie für Sextus Empiricus oder auch schon für Pyrrhon von Elis gebraucht wird.“

### Tradition und andere Philosophen
Zur Zeit Wang Chongs waren Geister- und Aberglaube weit verbreitet, mystische Auslegungen des zur Staatsreligion gewordenen Konfuzianismus waren ebenfalls an der Tagesordnung. Dagegen wollte er ankämpfen und versuchte natürliche Erklärungen für Naturphänomene zu finden. Er kritisierte auch andere Philosophen und entwickelte erst durch die Kritik an anderen Denkern und an überlieferten Meinungen seine eigene Philosophie im Lunheng. Er war so gesehen fast eine Art Eklektiker, er hatte viele Philosophen und Gelehrte gelesen, nahm einige ihrer Thesen auf, andere kritisierte er.

### Ausgangspunkt seiner Philosophie
Auch wenn Wang Chong der überlieferten Tradition kritisch gegenüberstand, so blieb er ihr doch vor allem terminologisch verhaftet. Er greift auf die Unterscheidung von Yin und Yang zurück und auf den Begriff des Qi. Qi lässt sich mit Atem, Hauch, Lebenskraft, Energie, Fluidum übersetzen (ähnlich vielleicht dem altgriechischen pneuma), und Qi ist in allem Seiendem. Yin (das gröbere Fluidum, Wasser, Erde usw.) und Yang (das feinere Fluidum, Feuer, Himmel usw.) entwickeln sich aus dem Chaos, das originale Fluidum wird so in zwei Substanzen gespalten.
Forke bezeichnet seine Philosophie, welche auf den ersten Blick wie ein Dualismus wirken mag, als einen materialistischen Monismus, da er alles materialisiert, sogar das Schicksal, das eine besondere Stellung hat, und vergleicht sie mit der Philosophie Epikurs und Lukrez’ in der europäischen Antike, sowie jener der Charvakas in Indien.

### Himmel und Erde
Himmel und Erde sind die Ausgangspunkte von Wang Chongs Denken. Der Himmel ist nichts seltsames und diffuses, er hat eine bestimmte Distanz zur Erde, weswegen es auch so erscheint, als sei er gekrümmt. In Wirklichkeit ist er flach und dreht sich von Osten nach Westen um die Erde, wohingegen die Erde starr in ihrer Position bleibt und das Zentrum des Universums bildet. Die Bewegung des Himmels ist eine Emission des himmlischen Fluidums und geschieht spontan.
Spontaneität ist sehr wichtig in der Konzeption Wang Chongs. Bewegungen der Natur sind nicht von irgendetwas geleitet, sie geschehen spontan. Es gibt keine bewusste Aktivität der Natur.
„By the fusion of the fluids of Heaven and Earth all things of the world are produced spontaneously, just as by the mixture of the fluids of husband and wife children are born spontaneously“
In der chinesischen Tradition wurde der Himmel oft als eine Art Gottheit verehrt, mit menschlichen Attributen versehen und angebetet. Für Wang Chong ist er nur eine Substanz und er weist alle Anthropomorphismen zurück. Überhaupt ist bei ihm zwar der Mensch das nobelste Lebewesen, aber doch nur ein Lebewesen unter vielen, und er wurde weder aus Vorsatz geschaffen, noch ist die Welt extra für ihn eingerichtet.
Trotz seines kritischen Denkens warf er nicht alles, was in der Tradition überliefert war, über Bord: Er glaubte an Schicksal und Prädestination, aber was er unter Schicksal zu verstehen scheint, ist keine göttliche Vorsehung, da er auch kein höheres Wesen anerkennt.
Wang Chong vermag zwar den Geisterglauben nicht grundsätzlich anzuzweifeln, doch leugnet er die Unsterblichkeit der Seele, leugnet, dass Menschen nach dem Tod zu Geistern werden:
„Der Mensch erhält sein Leben durch die Samenessenzen (jingqi), wenn er stirbt, sind diese Samenessenzen vernichtet. Sie können ihre Wirkung [nur] im Blutkreislauf ausüben. Wenn aber der Mensch stirbt, so hört der Blutkreislauf auf, wenn er aufhört, so werden die Samenessenzen vernichtet, wenn sie vernichtet werden, so zerfällt der Körper, und wenn er zerfällt, so verwandelt er sich in Staub und Asche – wie sollte da ein Geist entstehen?“
Wang Chong war offensichtlich ein sehr scharfsinniger Beobachter von Naturphänomenen. Er behauptete auch, dass die Wirklichkeit bloß im Zimmer sitzend und nachdenkend nicht zu begreifen sei.
So fand er, obwohl die Wissenschaft in China zu seiner Zeit wenig fortgeschritten war und viele seiner Ansichten deshalb heute als noch recht naiv erscheinen mögen, einige hoch interessante Erklärungen für Naturphänomene. So meinte er, dass der Regen nicht vom Himmel produziert werde, sondern die Feuchtigkeit der Erde aufsteige und zu Nebel oder Wolken werde und dann nieder auf die Erde falle: im Sommer als Regen oder Tau, im Winter als Schnee oder Reif.

### Ethik
Zur Ethik findet sich im Lunheng wenig, wahrscheinlich schrieb Wang Chong in einem der verlorenen Bücher mehr darüber.
In seiner Konzeption sind alle Menschen mit demselben himmlischen Fluidum (sie werden bei der Geburt damit „angefüllt“) ausgestattet, jedoch besitzen sie es in unterschiedlichen Mengen. So entstehen unterschiedliche Charaktere.
Die Lebenskraft umschließt die Fünf Phasen (wŭxíng) der chinesischen Naturphilosophie: Wasser, Feuer, Holz, Metall, Erde. Diese formen die fünf Organe des menschlichen Körpers, welche Herz, Leber, Magen, Lunge und Nieren. Diese Organe wiederum sind der Sitz der fünf Tugenden: Güte, Gerechtigkeit, Angemessenheit/Anstand, Wissen und Wahrhaftigkeit. Eine geringere Menge Lebenskraft verursacht ein kleineres Organ, woraus folgt, dass auch die entsprechende Tugend geringer entwickelt ist.
Seine Ausführungen zu den Tugenden sind eher kryptisch, aber er meint, dass das Kultivieren der Tugenden besser sei, als das Anbeten irgendwelcher Geister, die uns ja doch nicht helfen können. Es scheint aber, dass er im Allgemeinen die Konfuzianische Ethik mit seinem System vereint hat.
Zu der in der chinesischen Tradition oft gestellten Frage, ob die menschliche Natur gut oder böse sei, nimmt Wang Chong eine mittlere Position ein und weist darauf hin, dass die Positionen von Mencius (der Mensch ist von Natur aus gut) und Xunzi (der Mensch ist von Natur aus schlecht) zu extrem sind. Er selbst meint, dass es solche und solche gibt, und dass sich Menschen im Laufe ihres Lebens auch verändern können. So können grundsätzlich Gute in Gesellschaft von Bösen ebenfalls böse werden und umgekehrt.

## Wirkung
Anfangs war er eher unbekannt, wurde dann aber – auch schon gegen Ende seines Lebens – als großer Denker erkannt. Ob er wirklich über jene Lehren, die er kritisierte, hinwegkam, ist umstritten.
Dennoch dürfte sein Denken wohl ein Wegbereiter der rationalistischen, naturalistischen und materialistischen Philosophie gewesen sein, von großer Wichtigkeit für das spätere intellektuelle China.